# NGC 4351
NGC 4351 (другие обозначения — NGC 4354, IRAS12214+1229, UGC 7476, ZWG 70.45, MCG 2-32-24, VCC 692, KUG 1221+124, PGC 40306) — галактика в созвездии Девы.
Имеет дефицит водорода, в частности, довольно низкую массу молекулярного водорода — 7,1⋅107 M⊙ или 17% массы газа в галактике. Находится вблизи центра скопления Девы, в 1,7° от M 87. Из-за лобового давления от скопления в части галактики наблюдается сжатие газа. Галактика имеет ещё и искривлённую форму, вероятно, из-за лобового давления ― положение ярких областей центра отличается от положения центров внешних изофот галактики.
Этот объект занесён в Новый общий каталог дважды, с обозначениями NGC 4351 и NGC 4354.